# غیاث
کوی غیاث یکی از کوی‌های مهم و قدیمی محله مارالان تبریز است که تقریبا در اوایل محله مارالان واقع شده است. مسجد و میدان غیاث همواره پر رونق بوده و نقش مهمی در وقایع مختلف سیاسی و اقتصادی تبریز داشته است.
آرامگاه غیاث‌الدین محمد وزیر ایلخانان در این محله قرار گرفته‌است. این آرامگاه در گذشته بخشی از گورستانی قدیمی بوده که بقیهٔ بخش‌های این گورستان به مراکز آموزشی شامل «دبیرستان کوثر»، «دبستان شهید پورسرابی» و «دبیرستان شهید مسافری» تبدیل شده‌است.

## وجه تسمیه

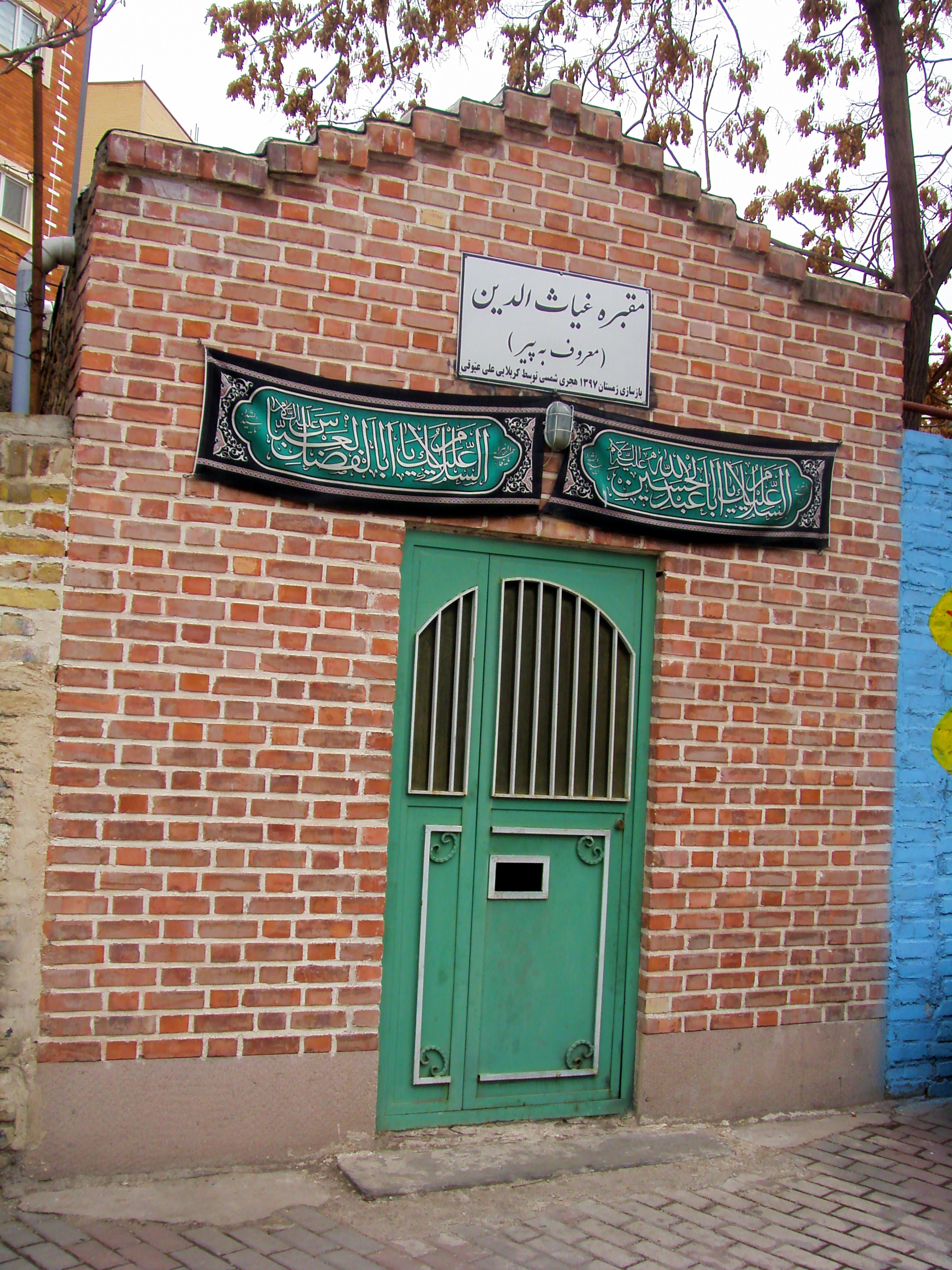
آرامگاه غیاث‌الدین در کوی غیاث

در مورد نام میدان و کوی غیاث، امین سبحانی می‌نویسد:
نام میدان، مسجد و مدرسه این محله که بعدها به دبیرستان دخترانه کوثر تغییر نام داد از اسم شخصی به نام خواجه غیاث الدین محمد گرفته شده است و به احتمال زیاد او فرزند خواجه رشید الدین فضل الله همدانی است که سلطان ابوسعید بهادرخان، او را به وزارت خود منصوب کرد.